# Bokutachi no Remake
Bokutachi no Remake (ぼくたちのリメイク Bokutachi no Rimeiku?), también conocida como Remake Our Life! en inglés, es una serie de novelas ligeras japonesas escritas por Nachi Kio e ilustradas por Eretto. Media Factory ha publicado doce volúmenes desde marzo de 2017 bajo su sello MF Bunko J. Una adaptación al manga con arte de Bonjin Hirameki ha sido serializada a través del servicio Suiyōbi no Sirius de Kodansha desde el 23 de noviembre de 2018 hasta el 4 de abril de 2022, siendo recopilado en un total de 7 volúmenes tankōbon. Una adaptación a serie de anime se estrenó el 3 de julio de 2021 y su primer episodio tuvo una duración de una hora.

## Sinopsis
Hashiba Kyouya es un desarrollador de 28 años. Con su empresa quebrada y él, en consecuencia, perdiendo su empleo, regresa a su ciudad natal. Al observar el éxito de los creadores de su época, se arrepiente de las decisiones de su vida mientras yacía angustiado en su cama. Sin embargo, cuando Kyouya se despierta al día siguiente, descubre que ha viajado diez años hacia el pasado, antes de ingresar a la universidad. ¿Podrá finalmente hacer las cosas bien? Esta es una historia sobre una persona que fracasó en sus sueños, pero que ha conseguido una segunda oportunidad.

## Personajes
Kyōya Hashiba (橋場恭也 Hashiba Kyōya?)
 Seiyū: Masahiro Itō
Kyōya es un hombre desempleado de 28 años de la prefectura de Nara que renunció a su trabajo de asalariado, solo para perder el trabajo de sus sueños en un desarrollador de videojuegos bishōjo después de que se quedó en bancarrota. Un encuentro afortunado con Eiko Kawasegawa le dio otra oportunidad de participar en un gran proyecto de juego, aunque desafortunadamente, también se cancela. Luego, de alguna manera, el tiempo saltó 10 años atrás hacia el pasado, hasta el momento en que acababa de aprobar el examen de ingreso a la Universidad de las Artes de Ōnaka. Decidió rehacer su vida para poder ser un mejor creador de juegos. Actualmente vive en Share House Kitayama junto con Aki Shino, Nanako Kogure y Tsurayuki Rokuonji.
Aki Shino (志野亜貴 Shino Aki?)
 Seiyū: Aoi Koga
Residente de Share House Kitayama, Shino es una chica que vino de Itoshima, Fukuoka. Los residentes de la casa compartida la apodan "Shinoaki" a pesar de que es un nombre masculino. Tiene una figura pequeña, pechos grandes y, a veces, un temperamento tranquilo y maternal. En la actualidad, ella es Shino Akishima (秋島シノ Akishima Shino?), una famosa ilustradora a quien Kyouya adoraba. En una de las líneas de tiempo, está casada con Kyōya y tienen una hija juntos.
Nanako Kogure (小暮奈々子 Kogure Nanako?)
 Seiyū: Aimi
Residente de Share House Kitayama, Nanako es una chica que tiene la apariencia de una gyaru, pero en realidad es una chica inocente que vino de la prefectura de Shiga. En la actualidad, es una cantante popular activa con el nombre artístico N@NA. Ella desarrolla sentimientos por Kyōya. En la línea de tiempo donde Kyōya y Aki se casan, ella considera terminar su carrera como cantante debido a la falta de éxito, pero se inspira para continuar después de recordarlo.
Eiko Kawasegawa (河瀬川英子 Kawasegawa Eiko?)
 Seiyū: Nao Tōyama
Un estudiante de la Universidad de Artes de Ōnaka a quien Kyōya conoce en la actualidad como líder de un planificador de proyectos de videojuegos.
Tsurayuki Rokuonji (鹿苑寺貫之 Rokuonji Tsurayuki?)
 Seiyū: Haruki Ishiya
Un residente de Share House Kitayama. A pesar de cómo actúa, en realidad tiene talento para escribir escenarios. En la actualidad, es conocido como un popular escritor de novelas ligeras bajo el seudónimo de Kyōichi Kawagoe (川越京一 Kawagoe Kyōichi?). En la línea de tiempo donde Kyōya y Aki recuerdan, decide no seguir una carrera como escritor.
Kanō (加納 Kanō?)
 Seiyū: Miyuki Sawashiro
Genkirō Hikawa (火川元気郎 Hikawa Genkirō?)
 Seiyū: Hidenori Takahashi
Takashi Kiryū (桐生孝史 Kiryū Takashi?)
 Seiyū: Atsushi Tamaru
Yurika Hiyama (樋山友梨佳 Hiyama Yurika?)
 Seiyū: Sae Ōtsuka
Mikio Sugimoto (杉本ミキオ Sugimoto Mikio?)
 Seiyū: Fukushi Ochiai
Shō Kakihara (柿原将 Kakihara Shō?)
 Seiyū: Yoshiki Nakajima
Miyoko Hashiba (橋場美世子 Hashiba Miyoko?)
 Seiyū: Hazuki Tanda
La hermana de Kyōya.
Ayaka Minori (御法彩花 Minori Ayaka?)
 Seiyū: Rie Takahashi
Una ilustradora popular. Su verdadero nombre es Minori Saikawa (斎川 美乃梨 Saikawa Minori?) y en realidad es estudiante en la misma universidad que Kyōya y los demás.

## Medios de comunicación

### Novela ligera
La serie de novelas ligeras comenzó su publicación bajo el sello MF Bunko J de Media Factory 25 de marzo de 2017. Un spin-off titulado Bokutachi no Remake Ver.β (ぼくたちのリメイク　Ver.β?) fue lanzado el 24 de agosto de 2019.
| N.º | Fecha de lanzamiento     | ISBN original          |
| --- | ------------------------ | ---------------------- |
| 1   | 25 de marzo de 2017      | ISBN 978-4-04-069142-8 |
| 2   | 25 de julio de 2017      | ISBN 978-4-04-069339-2 |
| 3   | 25 de noviembre de 2017  | ISBN 978-4-04-069553-2 |
| 4   | 25 de abril de 2018      | ISBN 978-4-04-069853-3 |
| 5   | 25 de septiembre de 2018 | ISBN 978-4-04-065162-0 |
| 6   | 25 de marzo de 2019      | ISBN 978-4-04-065632-8 |
| β   | 24 de agosto de 2019     | ISBN 978-4-04-065920-6 |
| 7   | 25 de diciembre de 2019  | ISBN 978-4-04-064262-8 |
| 8   | 25 de noviembre de 2020  | ISBN 978-4-04-680014-5 |
| 9   | 21 de julio de 2021      | ISBN 978-4-04-680608-6 |
| 10  | 25 de febrero de 2022    | ISBN 978-4-04-680997-1 |
| 11  | 22 de septiembre de 2022 | ISBN 978-4-04-681659-7 |
| 12  | 25 de marzo de 2023      | ISBN 978-4-04-682323-6 |

### Manga
La adaptación al manga con arte de Bonjin Hirameki comenzó su serialización en el sitio Suiyōbi no Sirius alojado en niconico seiga desde el 23 de noviembre de 2018. Los capítulos individuales han sido recopilados por Kōdansha y publicados en siete volúmenes tankōbon hasta mayo de 2022.
| N.º | Fecha de lanzamiento    | ISBN original          |
| --- | ----------------------- | ---------------------- |
| 1   | 9 de abril de 2019      | ISBN 978-4-06-515175-4 |
| 2   | 9 de septiembre de 2019 | ISBN 978-4-06-516858-5 |
| 3   | 25 de junio de 2020     | ISBN 978-4-06-519727-1 |
| 4   | 25 de noviembre de 2020 | ISBN 978-4-06-521411-4 |
| 5   | 8 de julio de 2021      | ISBN 978-4-06-522970-5 |
| 6   | 10 de octubre de 2021   | ISBN 978-4-06-522970-5 |
| 7   | 9 de mayo de 2022       | ISBN 978-4-06-527856-7 |

### Anime
Una adaptación a serie de anime fue anunciada en diciembre de 2019. La serie está animada por Feel y dirigida por Tomoki Kobayashi, con Nachi Kio a cargo de los guiones de la serie, Kōsuke Kawamura diseñando los personajes y Frontwing produciendo la serie. Seima Kondo y Yusuke Takeda están componiendo la música de la serie. Se estrenó el 3 de julio de 2021 en Tokyo MX y otros canales. Poppin'Party interpreta el tema de apertura de la serie "Koko kara Saki wa Uta ni Naranai", mientras que Argonavis interpreta el tema de cierre de la serie "Kanōsei". Crunchyroll obtuvo la licencia de la serie fuera de Asia. Medialink obtuvo la licencia de la serie para los territorios del sur de Asia y el sudeste asiático, y está transmitiendo la serie en su canal de YouTube Ani-One.

## Recepción
La serie de novelas ligeras ocupó el sexto lugar en 2018 y el séptimo en 2019 en la guía anual de novelas ligeras Kono Light Novel ga Sugoi! de Takarajimasha, en la categoría bunkobon.